# Bryum pygmaeomucronatum
Bryum pygmaeomucronatum är en bladmossart som beskrevs av Philibert 1899. Bryum pygmaeomucronatum ingår i släktet bryummossor, och familjen Bryaceae. Inga underarter finns listade i Catalogue of Life.